# 季季尼奇
50°20′8″N 25°44′27″E / 50.33556°N 25.74083°E
季季尼奇（烏克蘭語：Дитиничі），是烏克蘭的村落，位於該國西北部羅夫諾州，由杜布諾區負責管轄，面積0.88平方公里，海拔高度203米，01.01.2024年人口489，人口密度每平方公里555.1人。